# Morgan Taylor
Frederick Morgan Taylor, ameriški atlet, * 17. april 1903, Sioux City, Iowa, ZDA, † 16. februar 1975, Rochester, New York, ZDA.
Taylor je v svoji karieri nastopil na poletnih olimpijskih igrah v letih 1924 v Parizu, 1928 v Amsterdamu in 1932 v Los Angeles v teku na 400 m z ovirami. Na igrah leta 1924 je osvojil naslov olimpijskega prvaka, v letih 1928 in 1932 pa bronasto medaljo. 4. julija 1928 je s časom 52,0 s postavil svetovni rekord v teku na 400 m z ovirami, ki je veljal do leta 1932, ko ga je za desetinko sekunde izboljšal Glenn Hardin. 